# Riku Riski
Riku Olavi Riski, född 16 augusti 1989 i Masko, är en finländsk fotbollsspelare. Riski har även representerat Finlands U20-, U21- och seniorlandslag.